# Llista de topònims de Castellgalí
Llista de topònims (noms propis de lloc) del municipi de Castellgalí, al Bages
Informació actualitzada per un bot. Els canvis manuals es perdran quan s'actualitzi!

## barraca de vinya
| imatge | Nom                                       | Ubicat a    | instància de     | Detalls | coordenades                                                                                 | Protecció | Commons (més fotos) | Dades a WD                    |
| ------ | ----------------------------------------- | ----------- | ---------------- | ------- | ------------------------------------------------------------------------------------------- | --------- | ------------------- | ----------------------------- |
|        | barraca de vinya de Santa Margarida       | Castellgalí | barraca de vinya |         | 41° 40′ 36″ N, 1° 49′ 12″ E / 41.676559°N,1.820125°E                                        |           |                     | Modifica les dades a Wikidata |
|        | barraca de vinya de can Mitjans de Boades | Castellgalí | barraca de vinya |         | 41° 40′ 52″ N, 1° 51′ 29″ E / 41.68117°N,1.85795°E ca:Granja Mitjans, Boades.               |           |                     | Modifica les dades a Wikidata |
|        | barraca de vinya de la Font               | Castellgalí | barraca de vinya |         | 41° 40′ 37″ N, 1° 50′ 08″ E / 41.67708°N,1.8355°E ca:Raval dels Torrents. Vinya de can Mas. |           |                     | Modifica les dades a Wikidata |
|        | barraca de vinya del Gall                 | Castellgalí | barraca de vinya |         | 41° 39′ 59″ N, 1° 49′ 20″ E / 41.66644°N,1.82224°E ca:Mas Gall. Balçamuller.                |           |                     | Modifica les dades a Wikidata |

## carrer
| imatge | Nom                    | Ubicat a    | instància de | Detalls      | coordenades                                                                                | Protecció | Commons (més fotos) | Dades a WD                    |
| ------ | ---------------------- | ----------- | ------------ | ------------ | ------------------------------------------------------------------------------------------ | --------- | ------------------- | ----------------------------- |
|        | Carrer Cardener        | Castellgalí | carrer       |              | 41° 40′ 43″ N, 1° 50′ 42″ E / 41.67862°N,1.84497°E ca:Nucli antic. Carrer Cardener.        |           |                     | Modifica les dades a Wikidata |
|        | carrer Manresa         | Castellgalí | carrer       |              | 41° 40′ 36″ N, 1° 50′ 21″ E / 41.67657°N,1.83927°E ca:Nucli antic. Carrer Manresa.         |           |                     | Modifica les dades a Wikidata |
|        | carrer Montserrat      | Castellgalí | carrer       |              | 41° 40′ 21″ N, 1° 50′ 18″ E / 41.67249°N,1.83836°E ca:Nucli antic. Carrer Montserrat.      |           |                     | Modifica les dades a Wikidata |
|        | carrer Puigterrà       | Castellgalí | carrer       |              | 41° 40′ 29″ N, 1° 50′ 19″ E / 41.67486°N,1.83874°E ca:Nucli antic. Carrer Puigterrà.       |           |                     | Modifica les dades a Wikidata |
|        | carrer Sant Antoni     | Castellgalí | carrer       |              | 41° 40′ 29″ N, 1° 50′ 22″ E / 41.67475°N,1.83946°E ca:Nucli antic.                         |           |                     | Modifica les dades a Wikidata |
|        | carrer Santa Margarida | Castellgalí | carrer       | 18th century | 41° 40′ 31″ N, 1° 50′ 17″ E / 41.67533°N,1.83815°E ca:Nulci antic. Carrer Santa Margarida. |           |                     | Modifica les dades a Wikidata |
|        | carrer del Castell     | Castellgalí | carrer       |              | 41° 40′ 36″ N, 1° 50′ 24″ E / 41.67677°N,1.83996°E ca:Nucli antic. Carrer del Castell.     |           |                     | Modifica les dades a Wikidata |

## casa
| imatge | Nom          | Ubicat a    | instància de | Detalls                                  | coordenades                                                                              | Protecció                                  | Commons (més fotos) | Dades a WD                    |
| ------ | ------------ | ----------- | ------------ | ---------------------------------------- | ---------------------------------------------------------------------------------------- | ------------------------------------------ | ------------------- | ----------------------------- |
|        | Ca l'Amigant | Castellgalí | casa         | Estil: arquitectura popular 16th century | 41° 40′ 35″ N, 1° 50′ 22″ E / 41.67639°N,1.839363°E ca:C. de Manresa, 2 265 msnm         | bé cultural d'interès local                | Ca l'Amigant        | Modifica les dades a Wikidata |
|        | Cal Ferreret | Castellgalí | casa         | 1727                                     | 41° 40′ 35″ N, 1° 50′ 24″ E / 41.67644°N,1.8399°E ca:Nucli antic. Plaça Catalunya nº 6.  |                                            |                     | Modifica les dades a Wikidata |
|        | Cal Ferreró  | Castellgalí | casa         | Estil: arquitectura popular 18th century | 41° 40′ 24″ N, 1° 50′ 21″ E / 41.673371°N,1.839165°E ca:c/ Montserrat, 1.                | bé integrant del patrimoni cultural català |                     | Modifica les dades a Wikidata |
|        | Cal Simon    | Castellgalí | casa         | 1715                                     | 41° 40′ 34″ N, 1° 50′ 22″ E / 41.67612°N,1.83951°E ca:Nucli antic. Plaça Catalunya nº 3. |                                            |                     | Modifica les dades a Wikidata |
|        | Cal Tet      | Castellgalí | casa         | 14th century                             | 41° 41′ 08″ N, 1° 51′ 39″ E / 41.68567°N,1.86075°E ca:Boades. Nucli antic.               |                                            |                     | Modifica les dades a Wikidata |
|        | Can Cadevall | Castellgalí | casa         | 14th century                             | 41° 41′ 08″ N, 1° 51′ 36″ E / 41.6855°N,1.85992°E ca:Boades. Nucli antic.                |                                            |                     | Modifica les dades a Wikidata |
|        | Can Vilaseca | Castellgalí | casa         | 14th century                             | 41° 41′ 08″ N, 1° 51′ 37″ E / 41.68554°N,1.86022°E ca:Boades. Nucli antic.               |                                            |                     | Modifica les dades a Wikidata |

## conjunt d'edificis
| imatge | Nom                         | Ubicat a    | instància de               | Detalls            | coordenades                                                                                          | Protecció | Commons (més fotos) | Dades a WD                    |
| ------ | --------------------------- | ----------- | -------------------------- | ------------------ | --- | --------- | ------------------- | ----------------------------- |
|        | Fàbrica de can Carné        | Castellgalí | conjunt d'edificis fàbrica | 1831 Estat: malmès | 41° 40′ 48″ N, 1° 50′ 51″ E / 41.6799°N,1.84741°E ca:Raval de la Fàbrica. Can Carné. C-16.           |           |                     | Modifica les dades a Wikidata |
|        | Raval de Boades-Sant Jaume  | Castellgalí | conjunt d'edificis         |                    | 41° 41′ 11″ N, 1° 51′ 14″ E / 41.68634°N,1.85385°E ca:Boades                                         |           |                     | Modifica les dades a Wikidata |
|        | Raval del Talló             | Castellgalí | conjunt d'edificis         | 18th century       | 41° 40′ 52″ N, 1° 49′ 17″ E / 41.68112°N,1.82142°E ca:Raval del Talló.                               |           |                     | Modifica les dades a Wikidata |
|        | Raval del torrent del Rubió | Castellgalí | conjunt d'edificis         |                    | 41° 40′ 41″ N, 1° 51′ 26″ E / 41.67806°N,1.85736°E ca:Raval del Rubió, Urbanització Torre del Breny. |           |                     | Modifica les dades a Wikidata |
|        | Torres de can Carné         | Castellgalí | conjunt d'edificis         | 1831               | 41° 40′ 44″ N, 1° 50′ 49″ E / 41.67891°N,1.84696°E ca:Raval de la Fàbrica. Can Carné. C-16.          |           |                     | Modifica les dades a Wikidata |
|        | central hidroelèctrica      | Castellgalí | conjunt d'edificis         | 1912               | 41° 41′ 04″ N, 1° 50′ 09″ E / 41.68452°N,1.83585°E ca:Al peu del Cardener. Boades.                   |           |                     | Modifica les dades a Wikidata |

## creu de terme
| imatge | Nom                                        | Ubicat a    | instància de  | Detalls      | coordenades | Protecció                                  | Commons (més fotos)              | Dades a WD                    |
| ------ | ------------------------------------------ | ----------- | ------------- | ------------ | --- | ------------------------------------------ | -------------------------------- | ----------------------------- |
|        | creu de terme del cementiri de Castellgalí | Castellgalí | creu de terme |              | 41° 40′ 41″ N, 1° 50′ 33″ E / 41.677988°N,1.84241°E ca:Cementiri Municipal de Castellgalí. Sotael castell. 262 msnm | bé integrant del patrimoni cultural català | Creu de terme del cementiri      | Modifica les dades a Wikidata |
|        | creu de terme del pla de la Creu           | Castellgalí | creu de terme | 20th century | 41° 40′ 31″ N, 1° 49′ 47″ E / 41.67533°N,1.829855°E ca:Camí de Sta. Margarida i el Talló 353 msnm                   | bé integrant del patrimoni cultural català | Creu de terme del pla de la Creu | Modifica les dades a Wikidata |

## curs d'aigua
| imatge | Nom                | Ubicat a                                                        | instància de | Detalls                                          | coordenades                                                                                               | Protecció | Commons (més fotos)           | Dades a WD                    |
| ------ | ------------------ | --------------------------------------------------------------- | ------------ | ------------------------------------------------ | --- | --------- | ----------------------------- | ----------------------------- |
|        | Cardener           | Solsonès Bages                                                  | curs d'aigua | Desemboca: Llobregat Llarg: 87km Conca: 1374km²  | 42° 10′ 54″ N, 1° 34′ 44″ E / 42.181581°N,1.578805°E 41° 40′ 47″ N, 1° 51′ 10″ E / 41.679718°N,1.852642°E |           | Cardener River                | Modifica les dades a Wikidata |
|        | Riera de Castellet | Sant Salvador de Guardiola Castellgalí Sant Vicenç de Castellet | curs d'aigua | Desemboca: Llobregat                             | |           |                               | Modifica les dades a Wikidata |
|        | Torrent del Conill | Castellgalí                                                     | curs d'aigua | Desemboca: Cardener Llarg: 1.12km Conca: 64.2km² | |           | Torrent del Conill            | Modifica les dades a Wikidata |
|        | riera de Guardiola | Sant Salvador de Guardiola Castellgalí Manresa                  | curs d'aigua | Desemboca: Cardener                              | 41° 39′ 14″ N, 1° 43′ 55″ E / 41.653857°N,1.731831°E 41° 40′ 57″ N, 1° 50′ 16″ E / 41.682634°N,1.837649°E |           | Riera de Cornet (Castellgalí) | Modifica les dades a Wikidata |

## edifici
| imatge | Nom                                   | Ubicat a    | instància de | Detalls      | coordenades                                                                                   | Protecció                                  | Commons (més fotos)                   | Dades a WD                    |
| ------ | ------------------------------------- | ----------- | ------------ | ------------ | --------------------------------------------------------------------------------------------- | ------------------------------------------ | ------------------------------------- | ----------------------------- |
|        | Companyia Fabril de Carbons Elèctrics | Castellgalí | edifici      | 19th century | 41° 41′ 30″ N, 1° 51′ 37″ E / 41.691713°N,1.860309°E ca:Raval de Boades, Polígon els Carburos | bé integrant del patrimoni cultural català | Companyia Fabril de Carbons Elèctrics | Modifica les dades a Wikidata |
|        | l'Exedra                              | Castellgalí | edifici      |              | 41° 41′ 09″ N, 1° 51′ 36″ E / 41.685747°N,1.859957°E                                          | bé integrant del patrimoni cultural català |                                       | Modifica les dades a Wikidata |

## element arquitectònic
| imatge | Nom                                         | Ubicat a    | instància de          | Detalls       | coordenades                                                                                      | Protecció | Commons (més fotos) | Dades a WD                    |
| ------ | ------------------------------------------- | ----------- | --------------------- | ------------- | ------------------------------------------------------------------------------------------------ | --------- | ------------------- | ----------------------------- |
|        | Blasó dels Amigant                          | Castellgalí | element arquitectònic | 1684          | 41° 40′ 35″ N, 1° 50′ 22″ E / 41.67645°N,1.83936°E ca:Nucli antic. Can Amigant, c/ Manresa nº 2. |           |                     | Modifica les dades a Wikidata |
|        | Inscripció commemorativa de can Finestres   | Castellgalí | element arquitectònic | 1812          | 41° 41′ 07″ N, 1° 52′ 06″ E / 41.68533°N,1.86821°E ca:Can Finestres, Boades.                     |           |                     | Modifica les dades a Wikidata |
|        | Senyal de pas de cavalleries a ca l'Amigant | Castellgalí | element arquitectònic |               | 41° 40′ 35″ N, 1° 50′ 22″ E / 41.67645°N,1.83936°E ca:Nucli antic. Can Amigant, c/ Manresa nº 2. |           |                     | Modifica les dades a Wikidata |
|        | Sínia de can Mas                            | Castellgalí | element arquitectònic |               | 41° 40′ 48″ N, 1° 50′ 16″ E / 41.67992°N,1.83786°E ca:Riba del riu Cardener.                     |           |                     | Modifica les dades a Wikidata |
|        | Tines i celler al camí de Santa Margarida   | Castellgalí | element arquitectònic | Estat: ruïnós | 41° 40′ 31″ N, 1° 49′ 36″ E / 41.67522°N,1.82679°E ca:Vall d'Artigues. Camí de Santa Margarida.  |           |                     | Modifica les dades a Wikidata |

## entitat singular de població
| imatge | Nom                | Ubicat a    | instància de                                    | Detalls      | coordenades                                                                      | Protecció | Commons (més fotos) | Dades a WD                    |
| ------ | ------------------ | ----------- | ----------------------------------------------- | ------------ | -------------------------------------------------------------------------------- | --------- | ------------------- | ----------------------------- |
|        | Boades             | Castellgalí | entitat singular de població colònia industrial | 69 hab       | 41° 41′ 08″ N, 1° 51′ 40″ E / 41.685621954266°N,1.861006161635°E 227 msnm        |           |                     | Modifica les dades a Wikidata |
|        | Can Font           | Castellgalí | entitat singular de població                    | 26 hab       | 41° 41′ 04″ N, 1° 50′ 24″ E / 41.6845664°N,1.83995335°E 194 msnm                 |           |                     | Modifica les dades a Wikidata |
|        | Castellgalí        | Castellgalí | entitat singular de població capital municipal  | 557 hab      | 41° 40′ 30″ N, 1° 50′ 22″ E / 41.67509575°N,1.83952265°E ca:Nucli antic 256 msnm |           |                     | Modifica les dades a Wikidata |
|        | Mas Planoi         | Castellgalí | entitat singular de població                    | 1336 hab     | 41° 40′ 10″ N, 1° 50′ 08″ E / 41.66947°N,1.83551°E 250 msnm                      |           | Mas Planoi (nucli)  | Modifica les dades a Wikidata |
|        | Mas Planoi IV      | Castellgalí | entitat singular de població                    | 43 hab       | 41° 40′ 10″ N, 1° 50′ 25″ E / 41.669339°N,1.840228°E 253 msnm                    |           |                     | Modifica les dades a Wikidata |
|        | els Torrents       | Castellgalí | entitat singular de població                    | 30 hab       | 41° 41′ 33″ N, 1° 49′ 51″ E / 41.6925245018317°N,1.83084276725978°E 212 msnm     |           |                     | Modifica les dades a Wikidata |
|        | la Fàbrica         | Castellgalí | entitat singular de població                    | 1921 176 hab | 41° 40′ 40″ N, 1° 50′ 42″ E / 41.67777984°N,1.84489285°E ca:Boades 193 msnm      |           |                     | Modifica les dades a Wikidata |
|        | la Torre del Breny | Castellgalí | entitat singular de població                    | 102 hab      | 41° 40′ 41″ N, 1° 51′ 17″ E / 41.67794906°N,1.854617532°E 173 msnm               |           |                     | Modifica les dades a Wikidata |

## església
| imatge | Nom                                    | Ubicat a    | instància de      | Detalls                                                                     | coordenades | Protecció                                   | Commons (més fotos)                    | Dades a WD                    |
| ------ | -------------------------------------- | ----------- | ----------------- | --------------------------------------------------------------------------- | --- | ------------------------------------------- | -------------------------------------- | ----------------------------- |
|        | Sant Miquel de Castellgalí             | Castellgalí | església          |                                                                             | 41° 40′ 34″ N, 1° 50′ 22″ E / 41.676175°N,1.839415°E ca:Nucli antic. c/ Sant Antoni, 1. 266 msnm                   | bé integrant del patrimoni cultural català  | Sant Miquel de Castellgalí             | Modifica les dades a Wikidata |
|        | Santa Margarida del Pla                | Castellgalí | església monestir | Estil: arquitectura barroca arquitectura popular 13rd century Estat: ruïnós | 41° 40′ 31″ N, 1° 49′ 11″ E / 41.675378055555555°N,1.819595°E ca:Vall d'Artigues, camí de Santa Margarida 363 msnm | element de la Llista Vermella del Patrimoni | Santa Margarida del Pla                | Modifica les dades a Wikidata |
|        | Santa Maria del Castell de Castellgalí | Castellgalí | església          | Estil: arquitectura romànica 11st century Estat: ruïnós                     | 41° 40′ 41″ N, 1° 50′ 27″ E / 41.678146°N,1.840795°E ca:Dins del recinte del castell de Castellgalí 275 msnm       | bé integrant del patrimoni cultural català  | Santa Maria del Castell de Castellgalí | Modifica les dades a Wikidata |

## jaciment paleontològic
| imatge | Nom                                       | Ubicat a            | instància de           | Detalls | coordenades                                                                     | Protecció | Commons (més fotos) | Dades a WD                    |
| ------ | ----------------------------------------- | ------------------- | ---------------------- | ------- | ------------------------------------------------------------------------------- | --------- | ------------------- | ----------------------------- |
|        | jaciments fòssils zona de Santa Margarida | Castellgalí         | jaciment paleontològic |         | 41° 40′ 31″ N, 1° 49′ 13″ E / 41.67532°N,1.82032°E ca:Entorn de Santa Margarida |           |                     | Modifica les dades a Wikidata |
|        | jaciments fòssils zona del mas Planoi     | Castellgalí         | jaciment paleontològic |         | 41° 40′ 20″ N, 1° 50′ 12″ E / 41.67233°N,1.83657°E ca:Zona mas Planoi           |           |                     | Modifica les dades a Wikidata |
|        | pedrera de Montlleó                       | Manresa Castellgalí | jaciment paleontològic |         | 41° 41′ 34″ N, 1° 49′ 30″ E / 41.692881°N,1.824986°E                            |           |                     | Modifica les dades a Wikidata |

## masia
| imatge | Nom                                    | Ubicat a    | instància de           | Detalls                                                          | coordenades                                                                                               | Protecció                                  | Commons (més fotos)       | Dades a WD                    |
| ------ | -------------------------------------- | ----------- | ---------------------- | ---------------------------------------------------------------- | --- | ------------------------------------------ | ------------------------- | ----------------------------- |
|        | Ca l'Agustí                            | Castellgalí | masia                  |                                                                  | 41° 40′ 54″ N, 1° 52′ 02″ E / 41.6816784204736°N,1.86735177669858°E                                       |                                            |                           | Modifica les dades a Wikidata |
|        | Ca l'Auguets                           | Castellgalí | masia                  |                                                                  | 41° 41′ 09″ N, 1° 51′ 19″ E / 41.68578892006874°N,1.855342984199524°E 188 msnm                            |                                            | Ca l'Auguets              | Modifica les dades a Wikidata |
|        | Ca l'Isidre                            | Castellgalí | masia                  |                                                                  | 41° 40′ 06″ N, 1° 49′ 55″ E / 41.6683088193344°N,1.83193379159754°E                                       |                                            |                           | Modifica les dades a Wikidata |
|        | Cal Barret                             | Castellgalí | masia                  |                                                                  | 41° 40′ 55″ N, 1° 52′ 07″ E / 41.6820047337426°N,1.86847544637112°E                                       |                                            |                           | Modifica les dades a Wikidata |
|        | Cal Borrós                             | Castellgalí | masia                  | 14th century Estat: ruïnós                                       | 41° 40′ 30″ N, 1° 49′ 12″ E / 41.6748785184675°N,1.81994569720758°E ca:Vall d'Artigues 358 msnm           |                                            | Cal Borrós                | Modifica les dades a Wikidata |
|        | Cal Brià                               | Castellgalí | masia                  |                                                                  | 41° 41′ 05″ N, 1° 51′ 31″ E / 41.684739°N,1.858723°E Boades 198 msnm                                      |                                            | Cal Brià                  | Modifica les dades a Wikidata |
|        | Cal Casajoana                          | Castellgalí | masia                  | Estil: arquitectura popular                                      | 41° 40′ 39″ N, 1° 50′ 24″ E / 41.677549°N,1.839991°E ca:Nucli antic, sota el turó del Castell. 275 msnm   | bé integrant del patrimoni cultural català |                           | Modifica les dades a Wikidata |
|        | Cal Casaler                            | Castellgalí | masia                  |                                                                  | 41° 40′ 52″ N, 1° 52′ 06″ E / 41.681159°N,1.868396°E 219 msnm                                             |                                            |                           | Modifica les dades a Wikidata |
|        | Cal Claveria                           | Castellgalí | masia                  |                                                                  | 41° 41′ 00″ N, 1° 51′ 18″ E / 41.6834488451277°N,1.85513743363535°E                                       |                                            |                           | Modifica les dades a Wikidata |
|        | Cal Coll de la Torre                   | Castellgalí | masia                  |                                                                  | 41° 41′ 03″ N, 1° 52′ 05″ E / 41.6841072661731°N,1.86795799792507°E                                       |                                            |                           | Modifica les dades a Wikidata |
|        | Cal Finestres                          | Castellgalí | masia                  |                                                                  | 41° 41′ 08″ N, 1° 52′ 07″ E / 41.6855719388062°N,1.86852107946139°E                                       |                                            |                           | Modifica les dades a Wikidata |
|        | Cal Fèlix                              | Castellgalí | masia                  |                                                                  | 41° 40′ 49″ N, 1° 49′ 12″ E / 41.68024167°N,1.82007222°E 407 msnm                                         |                                            |                           | Modifica les dades a Wikidata |
|        | Cal Garraneu                           | Castellgalí | masia                  |                                                                  | 41° 41′ 01″ N, 1° 49′ 09″ E / 41.683659875002°N,1.81902829285806°E 411 msnm                               |                                            | Cal Garraneu              | Modifica les dades a Wikidata |
|        | Cal Magí                               | Castellgalí | masia                  |                                                                  | 41° 40′ 59″ N, 1° 49′ 03″ E / 41.6829584278042°N,1.81738305498663°E                                       |                                            |                           | Modifica les dades a Wikidata |
|        | Cal Paguet                             | Castellgalí | masia                  |                                                                  | 41° 40′ 56″ N, 1° 52′ 04″ E / 41.6823585608875°N,1.86782044337059°E                                       |                                            |                           | Modifica les dades a Wikidata |
|        | Cal Papa                               | Castellgalí | masia                  |                                                                  | 41° 40′ 43″ N, 1° 51′ 31″ E / 41.678709455726°N,1.85858542021395°E                                        |                                            |                           | Modifica les dades a Wikidata |
|        | Cal Pau Fàbregues                      | Castellgalí | masia                  |                                                                  | 41° 40′ 52″ N, 1° 49′ 19″ E / 41.6810867016286°N,1.82193482725175°E                                       |                                            |                           | Modifica les dades a Wikidata |
|        | Cal Peó                                | Castellgalí | masia                  |                                                                  | 41° 40′ 26″ N, 1° 50′ 32″ E / 41.6737992558746°N,1.84223801558276°E                                       |                                            |                           | Modifica les dades a Wikidata |
|        | Cal Planellet                          | Castellgalí | masia                  |                                                                  | 41° 40′ 29″ N, 1° 50′ 35″ E / 41.6747269934044°N,1.84313441030877°E                                       |                                            |                           | Modifica les dades a Wikidata |
|        | Cal Pruners                            | Castellgalí | masia                  |                                                                  | 41° 40′ 44″ N, 1° 49′ 28″ E / 41.6790051779174°N,1.82448376968683°E 432 msnm                              |                                            | Cal Pruners (Castellgalí) | Modifica les dades a Wikidata |
|        | Cal Salvador                           | Castellgalí | masia                  |                                                                  | 41° 40′ 24″ N, 1° 50′ 27″ E / 41.6733988294312°N,1.84093575307122°E                                       |                                            |                           | Modifica les dades a Wikidata |
|        | Cal Sastre Boig                        | Castellgalí | masia                  |                                                                  | 41° 41′ 13″ N, 1° 52′ 08″ E / 41.6870716843541°N,1.86898744546224°E                                       |                                            |                           | Modifica les dades a Wikidata |
|        | Cal Xic de Ca l'Agustí                 | Castellgalí | masia                  |                                                                  | 41° 40′ 51″ N, 1° 52′ 02″ E / 41.6808588101555°N,1.86735413618977°E                                       |                                            |                           | Modifica les dades a Wikidata |
|        | Can Casassaies                         | Castellgalí | masia                  |                                                                  | 41° 40′ 11″ N, 1° 48′ 31″ E / 41.66961667°N,1.80858611°E 306 msnm                                         |                                            |                           | Modifica les dades a Wikidata |
|        | Can Flaquer de la Vall                 | Castellgalí | masia                  | Estil: arquitectura popular                                      | 41° 39′ 57″ N, 1° 47′ 59″ E / 41.665824°N,1.799758°E                                                      | bé integrant del patrimoni cultural català |                           | Modifica les dades a Wikidata |
|        | Can Font de Cirerencs                  | Castellgalí | masia assentament humà | Estil: arquitectura modernista arquitectura popular 17th century | 41° 41′ 17″ N, 1° 50′ 27″ E / 41.688104°N,1.840763°E ca:Carretera d'Abrera a Manresa, km 22,6             | bé integrant del patrimoni cultural català | Can Font de Cirerencs     | Modifica les dades a Wikidata |
|        | Can Mas                                | Castellgalí | masia                  | Estil: arquitectura popular                                      | 41° 40′ 45″ N, 1° 50′ 01″ E / 41.679159°N,1.83351°E ca:Raval dels Torrents, can Mas.                      | bé integrant del patrimoni cultural català |                           | Modifica les dades a Wikidata |
|        | Can Pla                                | Castellgalí | masia                  | Estil: arquitectura popular                                      | 41° 40′ 21″ N, 1° 50′ 36″ E / 41.672521°N,1.843301°E ca:Poble. Mas Pla.                                   | bé integrant del patrimoni cultural català |                           | Modifica les dades a Wikidata |
|        | Can Pons                               | Castellgalí | masia                  | 18th century                                                     | 41° 40′ 27″ N, 1° 49′ 13″ E / 41.67407°N,1.82016°E ca:Vall d'Artigues                                     |                                            |                           | Modifica les dades a Wikidata |
|        | Can Torre                              | Castellgalí | masia                  |                                                                  | 41° 39′ 52″ N, 1° 47′ 58″ E / 41.6644°N,1.79943°E 306 msnm                                                |                                            |                           | Modifica les dades a Wikidata |
|        | Can Vila-seca                          | Castellgalí | masia                  |                                                                  | 41° 41′ 15″ N, 1° 51′ 50″ E / 41.6875514486135°N,1.86375214840387°E                                       |                                            |                           | Modifica les dades a Wikidata |
|        | Can Xaixa                              | Castellgalí | masia                  |                                                                  | 41° 41′ 05″ N, 1° 50′ 58″ E / 41.6846072162798°N,1.84937358748895°E                                       |                                            |                           | Modifica les dades a Wikidata |
|        | Casa Nova de l'Otzet                   | Castellgalí | masia                  |                                                                  | 41° 41′ 00″ N, 1° 48′ 36″ E / 41.6834484946841°N,1.80988869994155°E                                       |                                            |                           | Modifica les dades a Wikidata |
|        | Cornet                                 | Castellgalí | masia                  |                                                                  | 41° 41′ 28″ N, 1° 49′ 21″ E / 41.69115°N,1.82244167°E 203 msnm                                            |                                            |                           | Modifica les dades a Wikidata |
|        | Mas El Talló                           | Castellgalí | masia                  |                                                                  | 41° 40′ 53″ N, 1° 49′ 15″ E / 41.68143333°N,1.82091944°E ca:Mas El Talló, Raval del Talló. 411 msnm       |                                            |                           | Modifica les dades a Wikidata |
|        | Mas Enric                              | Castellgalí | masia                  |                                                                  | 41° 40′ 06″ N, 1° 49′ 49″ E / 41.66828°N,1.830374°E 257 msnm                                              |                                            |                           | Modifica les dades a Wikidata |
|        | Mas Planoi                             | Castellgalí | masia                  | Estil: arquitectura popular 17th century                         | 41° 40′ 09″ N, 1° 50′ 20″ E / 41.669163°N,1.838988°E ca:Mas Planoi. Carrer de Mas Planoi, s/n.            | bé integrant del patrimoni cultural català |                           | Modifica les dades a Wikidata |
|        | Serraïma                               | Castellgalí | masia                  |                                                                  | 41° 40′ 52″ N, 1° 50′ 22″ E / 41.681045°N,1.839545°E 176 msnm                                             |                                            | Serraïma (Castellgalí)    | Modifica les dades a Wikidata |
|        | Vilomara                               | Castellgalí | masia                  | Estil: arquitectura popular 19th century Estat: ruïnós           | 41° 40′ 19″ N, 1° 48′ 14″ E / 41.671819°N,1.804°E ca:Prop de Santa Maria del Pla 323 msnm                 | bé integrant del patrimoni cultural català | Vilomara (Castellgalí)    | Modifica les dades a Wikidata |
|        | capella de Sant Fèlix del mas Casanova | Castellgalí | masia                  | 1901                                                             | 41° 40′ 59″ N, 1° 48′ 35″ E / 41.68302°N,1.80961°E ca:Mas Casanova, Raval del Talló.                      |                                            |                           | Modifica les dades a Wikidata |
|        | el Gall                                | Castellgalí | masia                  | 16th century                                                     | 41° 40′ 01″ N, 1° 49′ 10″ E / 41.6670005107199°N,1.81936886347855°E ca:Camí del Gall. Balçamuller.        |                                            |                           | Modifica les dades a Wikidata |
|        | el Rubió                               | Castellgalí | masia                  |                                                                  | 41° 40′ 59″ N, 1° 51′ 52″ E / 41.6830101392752°N,1.86448086480323°E 220 msnm                              |                                            | El Rubió (Castellgalí)    | Modifica les dades a Wikidata |
|        | els Torrents                           | Castellgalí | masia                  | 16th century                                                     | 41° 41′ 12″ N, 1° 50′ 05″ E / 41.6866657098462°N,1.83466577355338°E ca:Raval dels Torrents. Carretera C16 |                                            |                           | Modifica les dades a Wikidata |
|        | la Roqueta                             | Castellgalí | masia                  |                                                                  | 41° 41′ 22″ N, 1° 50′ 11″ E / 41.6894131831939°N,1.83647869267485°E                                       |                                            |                           | Modifica les dades a Wikidata |

## molí d'aigua
| imatge | Nom       | Ubicat a    | instància de | Detalls      | coordenades                                                                                             | Protecció | Commons (més fotos) | Dades a WD                    |
| ------ | --------- | ----------- | ------------ | ------------ | --- | --------- | ------------------- | ----------------------------- |
|        | Molí Nou  | Castellgalí | molí d'aigua | 18th century | 41° 40′ 50″ N, 1° 50′ 16″ E / 41.68064°N,1.83781°E ca:Raval de can Font. Costat del riu Cardener, C-16. |           |                     | Modifica les dades a Wikidata |
|        | Molí Vell | Castellgalí | molí d'aigua |              | 41° 40′ 48″ N, 1° 50′ 24″ E / 41.68007°N,1.83987°E ca:Raval de can Font, camí de la BV-1229 a can Font. |           |                     | Modifica les dades a Wikidata |

## muntanya
| imatge | Nom         | Ubicat a                             | instància de | Detalls | coordenades                                                         | Protecció | Commons (més fotos)    | Dades a WD                    |
| ------ | ----------- | ------------------------------------ | ------------ | ------- | ------------------------------------------------------------------- | --------- | ---------------------- | ----------------------------- |
|        | Punxabudell | Castellgalí                          | muntanya     |         | 41° 39′ 45″ N, 1° 48′ 10″ E / 41.66246389°N,1.80284444°E 398.2 msnm |           | Punxabudell            | Modifica les dades a Wikidata |
|        | el Talló    | Castellgalí                          | muntanya     |         | 41° 40′ 43″ N, 1° 49′ 25″ E / 41.67850833°N,1.82366944°E 442.6 msnm |           | El Talló (Castellgalí) | Modifica les dades a Wikidata |
|        | la Codoleda | Sant Vicenç de Castellet Castellgalí | muntanya     |         | 41° 40′ 09″ N, 1° 51′ 08″ E / 41.669156°N,1.852252°E                |           |                        | Modifica les dades a Wikidata |

## polígon industrial
| imatge | Nom                             | Ubicat a    | instància de       | Detalls | coordenades                                                         | Protecció | Commons (més fotos) | Dades a WD                    |
| ------ | ------------------------------- | ----------- | ------------------ | ------- | ------------------------------------------------------------------- | --------- | ------------------- | ----------------------------- |
|        | Polígon industrial Boades       | Castellgalí | polígon industrial |         | 41° 40′ 55″ N, 1° 51′ 26″ E / 41.6820189485136°N,1.85716925603814°E |           |                     | Modifica les dades a Wikidata |
|        | Polígon industrial Cal Carner   | Castellgalí | polígon industrial |         | 41° 40′ 46″ N, 1° 51′ 01″ E / 41.6795082763807°N,1.85017327667856°E |           |                     | Modifica les dades a Wikidata |
|        | Polígon industrial Els Carburos | Castellgalí | polígon industrial |         | 41° 41′ 32″ N, 1° 51′ 31″ E / 41.6921201238913°N,1.85851657982475°E |           |                     | Modifica les dades a Wikidata |
|        | Polígon industrial Els Torrents | Castellgalí | polígon industrial |         | 41° 41′ 32″ N, 1° 50′ 12″ E / 41.6922982820252°N,1.83676316403397°E |           |                     | Modifica les dades a Wikidata |
|        | Polígon industrial La Fàbrica   | Castellgalí | polígon industrial |         | 41° 40′ 37″ N, 1° 50′ 56″ E / 41.6770172524456°N,1.84876394178667°E |           |                     | Modifica les dades a Wikidata |
|        | Polígon industrial Pla del Camí | Castellgalí | polígon industrial |         | 41° 40′ 28″ N, 1° 50′ 48″ E / 41.6744103139651°N,1.84657591134495°E |           |                     | Modifica les dades a Wikidata |

## pont
| imatge | Nom                             | Ubicat a    | instància de                  | Detalls                                                                                                 | coordenades                                                                             | Protecció                                  | Commons (més fotos) | Dades a WD                    |
| ------ | ------------------------------- | ----------- | ----------------------------- | --- | --------------------------------------------------------------------------------------- | ------------------------------------------ | ------------------- | ----------------------------- |
|        | Pont dels Dos Rius              | Castellgalí | pont pont ferroviari          | 1859 Travessa: Llobregat Hi passa: línia Barcelona-Manresa-Lleida-Almacelles Llarg: 97m                 | 41° 40′ 49″ N, 1° 51′ 10″ E / 41.6802919783818°N,1.85288661322527°E                     |                                            |                     | Modifica les dades a Wikidata |
|        | Pont dels Ferrocarrils Catalans | Castellgalí | pont viaducte pont ferroviari | Estil: arquitectura del ferro 1924 Travessa: Llobregat Hi passa: Línia Llobregat-Anoia Estat: bon estat | 41° 41′ 26″ N, 1° 51′ 14″ E / 41.690443°N,1.853926°E ca:Raval de Boades, km 55 186 msnm | bé integrant del patrimoni cultural català | Pont dels Carburos  | Modifica les dades a Wikidata |

## Misc
| imatge | Nom                                                   | Ubicat a                                                                          | instància de                     | Detalls                                                   | coordenades | Protecció                                                  | Commons (més fotos)    | Dades a WD                    |
| ------ | ----------------------------------------------------- | --------------------------------------------------------------------------------- | -------------------------------- | --------------------------------------------------------- | --- | ---------------------------------------------------------- | ---------------------- | ----------------------------- |
|        | Badlands                                              | Castellgalí                                                                       | indret formació geològica        |                                                           | 41° 40′ 33″ N, 1° 50′ 42″ E / 41.67596°N,1.84507°E ca:Boades; turó del Castell. |                                                            |                        | Modifica les dades a Wikidata |
|        | Cal Carné                                             | Castellgalí                                                                       | colònia tèxtil barri             |                                                           | 41° 40′ 44″ N, 1° 50′ 49″ E / 41.6789°N,1.84707°E |                                                            |                        | Modifica les dades a Wikidata |
|        | El Tello                                              | Castellgalí                                                                       | vèrtex geodèsic                  | Alt: 1.2m                                                 | 41° 40′ 43″ N, 1° 49′ 25″ E / 41.678494°N,1.823701°E 443.975 msnm |                                                            |                        | Modifica les dades a Wikidata |
|        | Estació de Castellgalí                                | Castellgalí                                                                       | estació de ferrocarril           | Estat: abandonat                                          | 41° 40′ 55″ N, 1° 50′ 51″ E / 41.682°N,1.847611111111111°E 176 msnm |                                                            |                        | Modifica les dades a Wikidata |
|        | Fita de terme de Marganell, Castellgalí i Sant Vicenç | Marganell Sant Vicenç de Castellet Castellgalí                                    | fita element arquitectònic       | 1862                                                      | 41° 39′ 30″ N, 1° 48′ 33″ E / 41.65846°N,1.80917°E ca:Serra de Punxabudell |                                                            |                        | Modifica les dades a Wikidata |
|        | Llobregat                                             | Catalunya província de Barcelona Catalunya Central Àmbit Metropolità de Barcelona | riu                              | Desemboca: mar Mediterrània Llarg: 175km Conca: 4948.3km² | 42° 16′ 57″ N, 2° 00′ 46″ E / 42.282412°N,2.012826°E 41° 18′ 08″ N, 2° 07′ 55″ E / 41.302248°N,2.131948°E                                                                                      |                                                            | Llobregat              | Modifica les dades a Wikidata |
|        | Monument al camí de Cornet                            | Castellgalí                                                                       | monument                         | 1942                                                      | 41° 41′ 06″ N, 1° 49′ 52″ E / 41.68487°N,1.831°E ca:Camí de Cornet. |                                                            |                        | Modifica les dades a Wikidata |
|        | Plaça Catalunya                                       | Castellgalí                                                                       | plaça                            |                                                           | 41° 40′ 35″ N, 1° 50′ 23″ E / 41.67638°N,1.8397°E ca:Nucli antic. Plaça Catalunya. |                                                            |                        | Modifica les dades a Wikidata |
|        | Pou de glaç de la riera de Guardiola                  | Sant Salvador de Guardiola Castellgalí                                            | pou de neu element arquitectònic |                                                           | 41° 41′ 21″ N, 1° 48′ 32″ E / 41.68905°N,1.80878°E 41° 41′ 20″ N, 1° 48′ 32″ E / 41.689°N,1.80901°E ca:Riera de Guardiola, prop de la serra de l'Otzet ca:Cornet. Camí del Telló al mas Oller. |                                                            |                        | Modifica les dades a Wikidata |
|        | Quadra de Can Font de Cirerencs                       | Castellgalí                                                                       | quadra                           | 13rd century                                              | 41° 41′ 17″ N, 1° 50′ 27″ E / 41.68809°N,1.84085°E |                                                            |                        | Modifica les dades a Wikidata |
|        | Rectoria de l'església parroquial                     | Castellgalí                                                                       | rectoria                         | 17th century                                              | 41° 40′ 35″ N, 1° 50′ 23″ E / 41.67628°N,1.83973°E ca:Nucli antic. Plaça Catalunya nº 7. |                                                            |                        | Modifica les dades a Wikidata |
|        | Resclosa a l'aiguabarreig                             | Castellgalí                                                                       | resclosa                         | 1867                                                      | 41° 40′ 41″ N, 1° 51′ 11″ E / 41.67803°N,1.85303°E ca:Raval del Breny. Riu Llobregat. |                                                            |                        | Modifica les dades a Wikidata |
|        | Tomba modernista de Magí Pladellorens                 | Castellgalí                                                                       | tomba element arquitectònic      | Estil: modernisme català 1908                             | 41° 40′ 41″ N, 1° 50′ 33″ E / 41.67803°N,1.84252°E ca:Cementiri de Castellgalí. |                                                            |                        | Modifica les dades a Wikidata |
|        | Torre del Breny                                       | Castellgalí                                                                       | mausoleu                         | 3rd century                                               | 41° 40′ 41″ N, 1° 51′ 17″ E / 41.678111°N,1.85471°E ca:Urbanització de Boades. | bé cultural d'interès local bé cultural d'interès nacional | Torre del Breny        | Modifica les dades a Wikidata |
|        | aqüeducte del Pou de Glaç                             | Castellgalí                                                                       | aqüeducte pont                   |                                                           | 41° 41′ 17″ N, 1° 49′ 00″ E / 41.68804°N,1.8168°E ca:Cornet. Camí del Telló al mas Oller. |                                                            |                        | Modifica les dades a Wikidata |
|        | casa consistorial de Castellgalí                      | Castellgalí                                                                       | casa consistorial                |                                                           | 41° 40′ 30″ N, 1° 50′ 38″ E / 41.6750782°N,1.843993°E |                                                            |                        | Modifica les dades a Wikidata |
|        | castell de Castellgalí                                | Castellgalí                                                                       | castell                          |                                                           | 41° 40′ 41″ N, 1° 50′ 26″ E / 41.67805555555555°N,1.840638888888889°E 296 msnm | bé d'interès cultural bé cultural d'interès nacional       | Castell de Castellgalí | Modifica les dades a Wikidata |
|        | font del Montseny                                     | Castellgalí                                                                       | font                             |                                                           | 41° 40′ 37″ N, 1° 49′ 41″ E / 41.67681°N,1.82802°E ca:Font del Montseny. Can Mas. |                                                            |                        | Modifica les dades a Wikidata |
|        | fàbrica de Sant Jaume                                 | Castellgalí                                                                       | fàbrica de riu                   | Estat: ruïnós                                             | 41° 41′ 10″ N, 1° 51′ 10″ E / 41.686092°N,1.852642°E ca:Boades. Fàbrica Sant Jaume. 188 msnm                                                                                                   |                                                            | Fàbrica de Sant Jaume  | Modifica les dades a Wikidata |
|        | granja el Paraíso                                     | Sant Vicenç de Castellet Castellgalí                                              | granja                           |                                                           | 41° 40′ 57″ N, 1° 52′ 14″ E / 41.68248°N,1.870433°E 258 msnm |                                                            | Granja el Paraíso      | Modifica les dades a Wikidata |
|        | pedrera de Balçamuller                                | Castellgalí                                                                       | pedrera                          |                                                           | 41° 39′ 52″ N, 1° 49′ 13″ E / 41.66443363316°N,1.82025656846527°E ca:Balçamuller, mas Gall. |                                                            |                        | Modifica les dades a Wikidata |
|        | serrat de Vilomara                                    | Castellgalí                                                                       | serra                            |                                                           | 41° 40′ 31″ N, 1° 48′ 28″ E / 41.67538006334671°N,1.8078732490539553°E |                                                            |                        | Modifica les dades a Wikidata |